# Salias (Pirineus Atlàntics)
Salias (nom occità, nom oficial en francès: Salies-de-Béarn) és un municipi del departament francès dels Pirineus Atlàntics, a la regió de la Nova Aquitània, i es troba dins la província històrica de Bearn, a mig camí de Pau i Biarritz.

## Hidrografia

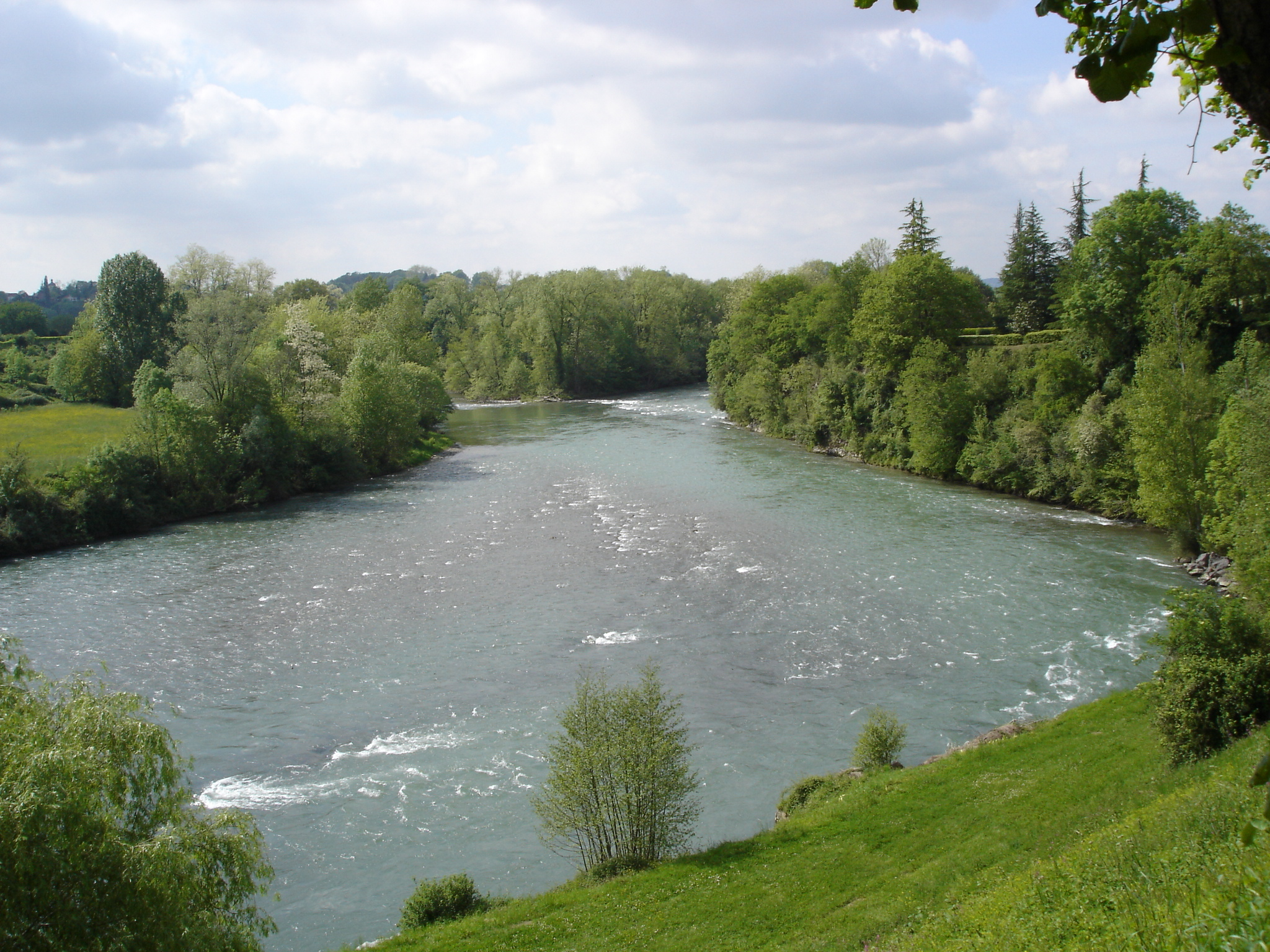
Gave d'Oloron

Salias està situat entre dos rius, el Gave d'Oloron i el Gave de Pau i el rierol de l'Espérance, un afluent del Gave de Pau.
El municipi és travessat per afluents del gave d'Oloron, el rierol d'Augas, i el Saleys, així com pels afluents d'aquest darrer, la riera de Mondran i els rierols de Beigmau (que és alimentat al mateix municipi pel rierol de Lescudé), de Lasteuleres, de Pedescaus, de Laborda i de Montsegur.

## Entitats de població
A part del nucli de Salias, el municipi consta també de diversos llogarets, entre els quals cal destacar:
- Bellecave
- Bitaine
- Cazenave
- Coulomme
- Esperbasque
- Lasbordes
- Peyrelade
- Saint-Martin

## Toponímia
- El topònim Salias apareix a la història amb el nom de:

Salinœ (segle x, cartulari de Bigòrra), 
Vicaria de Salies (segle xi, cartulari de Lescar), 
Terra de Salinis (1120, col·lecció Duchesne volum CXIV), 
Villa quœ dicitur Salies (1127, títols de Sauvelade) i 
Villa quœ dicitur Saline in Aquensi pago (1235, Réformation de Béarn).
- El topònim Coulomme apareix com a:

La maison noble de Colomme (1673, réformation de Béarn) i 
Coullomme (1773, Dénombrement Salies).
- El topònim Esperbasque apareix com a:

L'ostau d'Esperbasco (1385) i 
Esperabasco (1546, réformation de Béarn).
- El topònim Saint-Martin apareix com a:

L'ostau de Sent-Marthii (1385, registre de Bearn) i 
Sent-Marthii de Salies (1440, notaires de Labastide-Villefranche).

## Demografia
| Evolució de la població |       |       |       |       |       |       |       |       |
| 1793                    | 1800  | 1806  | 1821  | 1831  | 1836  | 1841  | 1846  | 1851  |
| 5 515                   | 6 205 | 8 577 | 7 208 | 8 420 | 8 634 | 7 852 | 7 310 | 6 714 |

| 1856  | 1861  | 1866  | 1872  | 1876  | 1881  | 1886  | 1891  | 1896  |
| ----- | ----- | ----- | ----- | ----- | ----- | ----- | ----- | ----- |
| 5 503 | 5 298 | 5 328 | 5 120 | 5 140 | 5 296 | 6 147 | 6 243 | 6 137 |

| 1901  | 1906  | 1911  | 1921  | 1926  | 1931  | 1936  | 1946  | 1954  |
| ----- | ----- | ----- | ----- | ----- | ----- | ----- | ----- | ----- |
| 5 994 | 5 884 | 5 857 | 5 071 | 5 193 | 5 096 | 5 362 | 5 388 | 4 979 |

| 1962  | 1968  | 1975  | 1982  | 1990  | 1999  | 2006 | 2011 | 2016 |
| ----- | ----- | ----- | ----- | ----- | ----- | ---- | ---- | ---- |
| 5 535 | 5 582 | 5 355 | 4 957 | 4 974 | 4 759 | -    | -    | -    |

| 2019 | - | - | - | - | - | - | - | - |
| ---- | - | - | - | - | - | - | - | - |
| -    | - | - | - | - | - | - | - | - |

## Economia
L'economia de Salias es basa en les aigües termals i la producció de sal.
Cada segon cap de setmana de setembre, el poble organitza una festa de la sal, que recorre la història de la vila. Així mateix, s'hi organitzen nombroses festivitats al llarg de l'estiu tals com una fira de l'agricultura a la primeria de juliol, Salies à peindre (concurs de pintura), la Pipéradère (concurs de pipérade); tot plegat acompanyat per música local i cants tradicionals. Cada mes d'octubre hi ha un festival de video amateur.
El municipi forma part de la zona de Denominació d'Origen (Appellation d'origine contrôlée, AOC) de Bearn. Des de l'any 1991, l'AOC Bearn-Bellocq és aplicat als vins produïts als municipis de Bètlòc (Bellocq), Lahontan, Ortès (Orthez) i Salias.

## Cultura i patrimoni

### Patrimoni civil

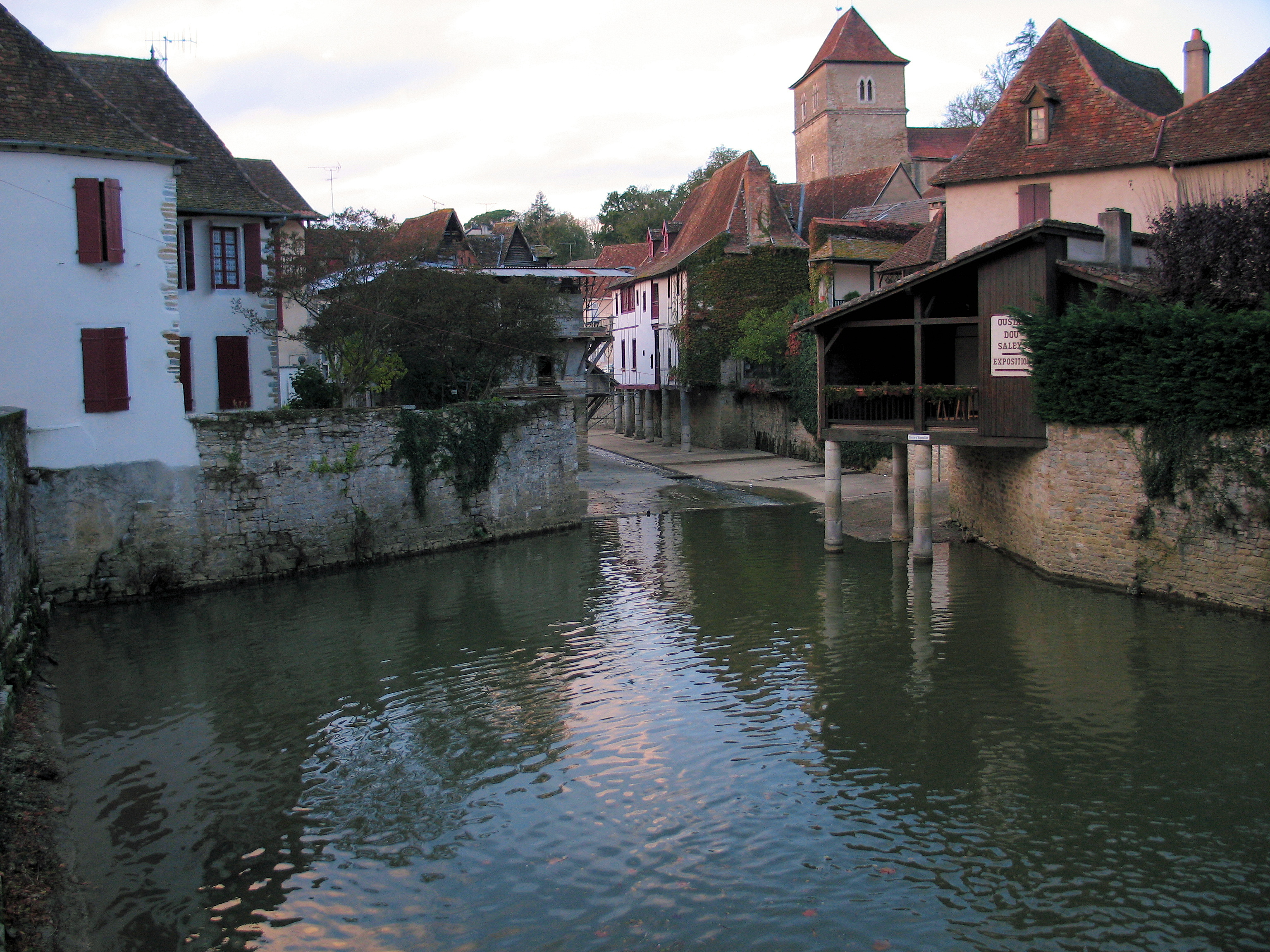
Imatge de Salias

Les termes del segle xix presenten una arquitectura força original. El Grand Hôtel serví de decoració per la pel·lícula de Jean Périssé de l'any 2008 L'Occitanienne ou le dernier amour de Chateaubriand.
El centre històric, antic, té uns edificis interessants, amb com centre a la place du Bayaà, on hi ha una font d'aigua salada. Hom hi pot trobar també moltes cases amb entramat de fusta així com altres elements tradicionals que donen un toc pintoresc al poble. Una font commemorativa del mil·lenari de la ciutat fou erigida el 1927. Al carrer Larroumette, s'hi troben els vestigis del Château de Saint-Pé.
Al carrer dels Docteurs Foix s'hi poden contemplar cases grosses, entre les quals destaca el Pavelló Lluís XV. Edificis com l'hôtel du Parc (que acull avui en dia un casino i un hotel de tres estrelles) i l'hôtel de France et d'Angleterre (que fou derruït per un incendi) testifiquen l'antiga esplendor de la vila.
El casino (grup Partouche), centre de reunió, data de 1930. El grand hôtel du Parc fou edificat el 1891, com l'hôtel Bellevue. Aquestes tres construccions estan llistades com a Monuments Històrics de França, igual que el quiosc de música, situat al jardí públic.
El museu de la sal i de les tradicions biarneses presenta col·leccions que il·lustren l'activitat econòmica i tradicional de la regió.

### Patrimoni religiós
A Salias, trobem com a representants del patrimoni religiós, l'església de Saint-Vincent, que data parcialment del segle xv, l'església de Saint-Martin, i un temple protestant.

## Heràldica

Escut Salias
Escut Salias 2
Escut Salias 3